# 미석
미석(본명 : 김동완, 1977년 12월 11일 ~ )은 대한민국의 배우이다.

## 이력
2001년 연극배우 첫 데뷔하였다.

## 학력
- 울산대학교 체육학과

## 출연 작품

### 영화
- 《검사외전》 (2016년) - 현석 패거리 2 역
- 《해어화》 (2016년) - 출정군인 4 역
- 《굿바이 싱글》 (2016년) - 지훈 매니저 역
- 《더 킹》 (2017년) - 들개파 2 역
- 《조작된 도시》 (2017년) - 아우디 건달 역
- 《환절기》 (2018년) - 식당아저씨 역
- 《너의 결혼식》 (2018년) - 근남 부 역
- 《태백권》 (2020년) - 윤성 아빠 역
- 《범털 2: 쩐의 전쟁》 (2021년) - 보안과장 역
- 《전야》 (2021년) - 상필 역

### 드라마
- 《위대한 이야기 - 원폭박치기 김일》 (2015년, TV조선 & tvN)
- 《실종느와르 M》 (2015년, OCN)
- 《아름다운 나의신부》 (2015년, OCN)
- 《대박》 (2016년, SBS)
- 《몬스터》 (2016년, MBC)
- 《옥중화》 (2016년, MBC)
- 《W》 (2016년, MBC)
- 《나청렴의원 납치사건》 (2016년, SBS) - 박인구의 졸개 역
- 《레전드히어로 삼국전》 (2016년, EBS1) - 허저 역
- 《푸른 바다의 전설》 (2016년, SBS)
- 《아임 쏘리 강남구》 (2017년, SBS)
- 《피고인》 (2017년, SBS)
- 《역적 : 백성을 훔친 도적》 (2017년, MBC)
- 《아버님 제가 모실게요》 (2017년, MBC)
- 《돌아온 복단지》 (2017년, MBC)
- 《크리미널 마인드》 (2017년, tvN)
- 《최강 배달꾼》 (2017년, KBS2)
- 《조작》 (2017년, SBS)
- 《나쁜 녀석들 : 악의 도시》 (2017년, OCN)
- 《언터처블》 (2017년, JTBC)
- 《으라차차 와이키키》 (2018년, JTBC)
- 《이리와 안아줘》 (2018년, MBC)
- 《백일의 낭군님》 (2018년, tvN)
- 《제3의 매력》 (2018년, JTBC)
- 《더 뱅커》 (2019년, MBC)
- 《웰컴2라이프》 (2019년, MBC) - 깡패 역
- 《힙합왕 - 나스나길》 (2019년, SBS) - 깡패 역
- 《지금부터, 쇼타임!》 (2022년, MBC) - 왕발 역
- 《이로운 사기》 (2023년, tvN) - 김삼팔 역